# Jazava Tacuja
Jazava Tacuja (Jaizu, 1984. október 3. –) japán válogatott labdarúgó.

## Nemzeti válogatott
A japán U20-as válogatott tagjaként részt vett a 2003-as ifjúsági labdarúgó-világbajnokságon.